# Опливання
Опливання (рос. оплывание, англ. mud flow, mud stream, mud avalanche) – процес руйнування гірських порід, викликаний перезволоженням, переносом і перевідкладенням частинок порід підземними водами, талими водами тощо, які витікають на укіс. О. може бути викликане також тиксотропним розрідженням водонасичених пилуватих порід.